# Olesk, Liuboml
Olesk (în ucraineană О́леськ) este localitatea de reședință a comunei Olesk din raionul Liuboml, regiunea Volînia, Ucraina.

## Demografie
Componența lingvistică a localității Olesk
     Ucraineană (99,07%)
     Alte limbi (0,82%)
Conform recensământului din 2001, majoritatea populației localității Olesk era vorbitoare de ucraineană (99,07%), existând în minoritate și vorbitori de alte limbi.